# Павлов Іван Петрович
Іва́н Петро́вич Па́влов (14 (26) вересня 1849, Рязань — 27 лютого 1936, Ленінград) — російський фізіолог, творець науки про вищу нервову діяльність і уявлень про процеси регуляції травлення; засновник найбільшої російської фізіологічної школи; лауреат Нобелівської премії в галузі фізіології або медицини у 1904 році «За праці по фізіології травлення, що розширили та змінили поняття життєво важливих аспектів цього питання». Номінувався (але не отримав) в 1925-м, а згодом в 1927—1930 роках.

## Перші роки

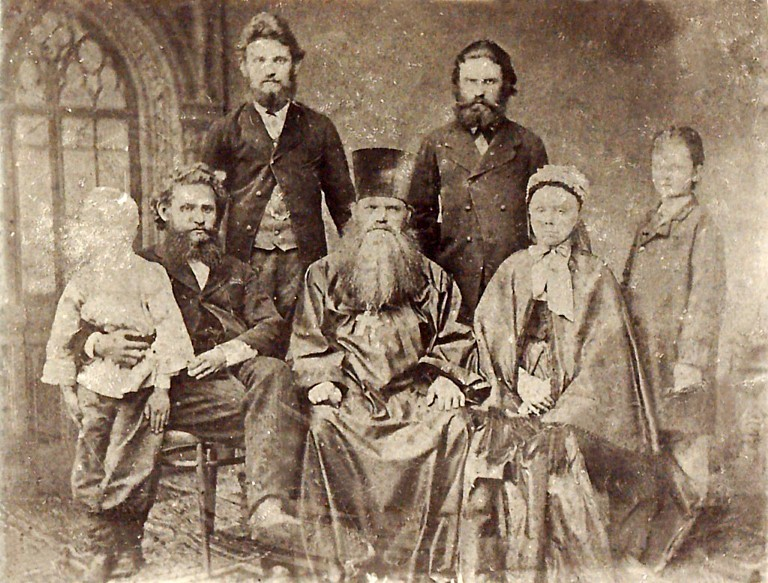
Павлов (зліва), батько Петро Дмитрійович, мати Варвара Іванівна, брати Сергій, Дмитро, Петро, сестра Лідія. 1870-ті

Іван Петрович народився 26 (14) вересня 1849 року в Рязані. Пращури по батьківської та материнської ліній були служителями церкви. Батько Петро Дмитрович Павлов (1823—1899), мати — Варвара Іванівна (до шлюбу Успенська) (1826—1890).
Закінчивши 1864-го рязанське духовне училище, Павлов вступає до Рязанської духовної семінарії, про яку потому згадував із великим теплом. На останньому курсі семінарії він прочитав невелику книгу «Рефлекси головного мозку» проф. І. М. Сєченова, яка перевернула усе його життя.
1870-го вступив на юридичний факультет Санкт-Петербурзького університету (семінаристи були обмежені у виборі університетських спеціальностей), але за 17 днів по вступові перейшов на природниче відділення фізико-математичного факультету Петербурзького університету (спеціалізувався у фізіології тварин у І. Ф. Ціона і Ф. В. Овсяннікова). Павлов, як послідовник Сєченова, багато займався нервовою регуляцією. Сеченову через інтриги довелося переїхати із Петербурга до Одеси, де він деякий час працював в Одеському університеті. Його кафедру в Медико-хірургічній академії зайняв І. Ф. Ціон, і Павлов перейняв від Ціона віртуозну оперативну техніку.

## Дослідження
Павлов понад 10 років присвятив тому, щоб отримати фістулу (отвір) шлунково-кишкового тракту. Зробити таку операцію було надзвичайно важко, оскільки сік, що виливався із шлунка, перетравлював сам кишечник і черевну стінку. Павлов так зшивав шкіру і слизову оболонку, вставляв металеві трубки і закривав їх пробками, щоб жодних ерозій не було, і він міг отримувати чистий шлунковий сік по всій довжині шлунково-кишкового тракту — від слинної залози до товстої кишки, що він і проробив на сотнях піддослідних тварин.
Проводив досліди із уявним годуванням (переріз стравоходу таким чином, що їжа не потрапляла до шлунку) і уявною дефекацією (кільцювання кишки шляхом зшивання кінця товстої кишки із початком дванадцятипалої). Завдяки цьому здійснив низку відкриттів у галузі рефлексів виділення шлункового і кишкового соків.
За 10 років Павлов, по суті, наново створив сучасну фізіологію травлення. У 1903 році 54-річний Павлов прочитав доповідь на міжнародному фізіологічному конгресі у Мадриді. А наступного, 1904 року, Павлову було присуджено Нобелівську премію за дослідження функцій головних травних залоз (слинні, підшлункова, жовчний, печінка) — він став першим російським Нобелівським лауреатом.
У Мадридській доповіді Павлов уперше сформулював принципи фізіології вищої нервової діяльності, якій він і присвятив наступні 35 років свого життя. Такі поняття як підкріплення (англ. reinforcement), безумовний і умовний рефлекси (англ. conditional) стали основними поняттями науки про поведінку (біхевіоризму).
У 1920-ті роки наукова школа Павлова розпочала умовно-рефлекторні роботи (експерименти) на людях — дітях і хворих..

## Відносини з радянською владою

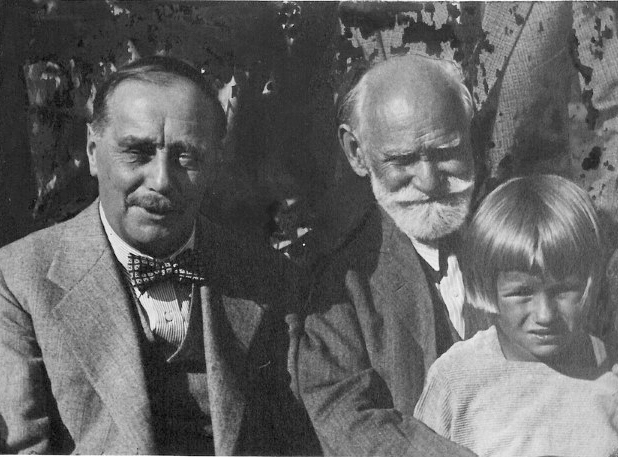
(1924) Герберт Веллс в гостях у Павлова

Павлов, будучи прихильником організації і порядку, відразу ввійшов у конфлікт з більшовицькою владою. Він відкрито критикував хаос революції і заявляв про неможливість наукових досліджень у подібних умовах. Взимку його лабораторії бракувало навіть дров на опалення. Критикував також «теорію революції» Леніна та політику більшовицького терору; вступив у заочну дискусію з головним «ідеологом» РКПб Л. Троцьким. Павлова викликали до НК, його залякував сам Г. Зінов'єв, гроза Петрограду і всієї Радянської Півночі, його цькувала радянська преса, погрожуючи «забити» пана професора. У нього вдома працівники НК неодноразово проводили обшуки, конфіскували всі золоті речі і навіть його Нобелівську медаль.
У 1919—1920 роках Павлов, не маючи коштів на життя і фінансування наукових досліджень, пригрозив більшовицький владі, що він покине Радянську Росію. Загроза втрати престижного вченого подіяла на верхівку більшовиків. Ленін персонально дав категоричну вказівку своїм соратникам якомога активніше сприяти Павлову, не дати тому емігрувати. Ця вказівка Леніна діяла як «захисна грамота» навіть по смерті вождя більшовиків, та, імовірно, знайшла відображення у відомій цитаті проф. Преображенського з повісті «Собаче серце» (1925) Михайла Булгакова, який також страждав від фінансових негараздів та проблем з житлом.
|                                                        | ... кем угодно, когда угодно, что угодно, но чтобы это была такая бумажка, при наличии которой ни Швондер, ни кто-либо другой не мог бы даже подойти к двери моей квартиры. Окончательная бумажка. Фактическая. Настоящая! Броня. Чтобы моё имя даже не упоминалось. Кончено. Я для них умер. |
| — проф. Преображенський (Собаче серце, 1925, Булгаков) | |

Павлова персонально опікав Микола Бухарін, якомога згладжуючи протиріччя та «гострі кути» між вченим та більшовицькою владою.
У день 80-річчя вченого (27 серпня 1929) Раднарком СРСР спеціальною Постановою забезпечив особливо сприятливі умови роботи Павлову та Фізіологічному відділенню Державного інституту експериментальної медицини, яким він керував. На базі цього відділення був створений Фізіологічний інститут АН СРСР, для якого в Колтушах, під Ленінградом було побудоване наукове містечко (1929—1932). Першим директором інституту був Павлов, там він і пропрацював до своєї смерті 1936 року.

Упродовж усього життя Павлов називав Жовтневий переворот 1917 року «більшовицьким експериментом». Він писав у Раднарком СРСР 21 грудня 1934 р.:
|  | По-перше, те, що ви робите, це, зрозуміло, тільки експеримент, і він, навіть, грандіозний за відвагою <...>, але він — не здійснення цілком безперечної життєвої правди — і, як будь-який експеримент, це експеримент з на тепер невідомим кінцевим результатом. По-друге, експеримент понад усяку міру дорогий (і в цьому суть справи), зі знищенням усього культурного й усієї культурної краси життя. <...> Пощадіть же батьківщину і нас |

## Павлов про соціальну свободу

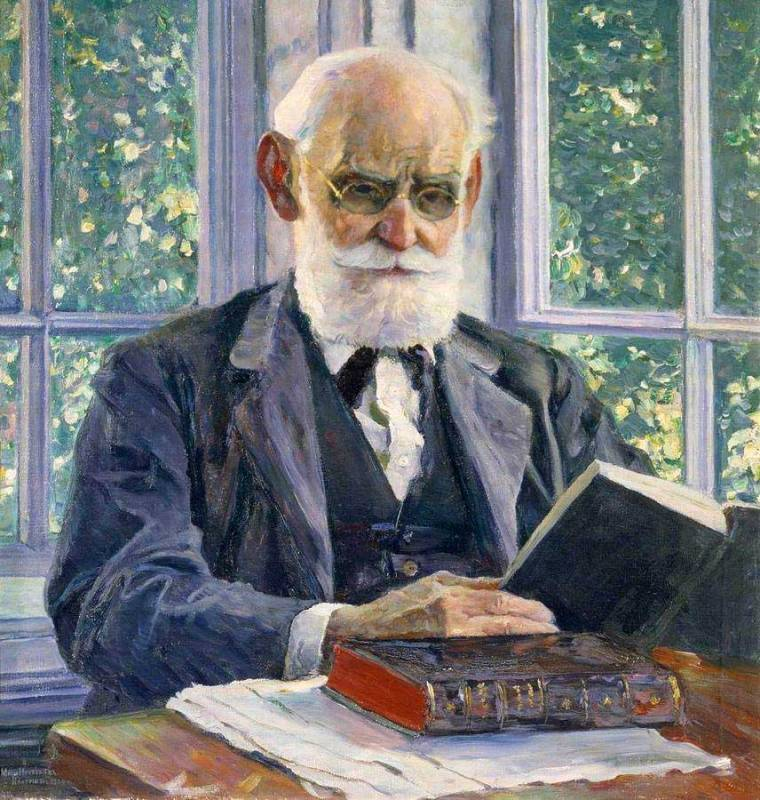
(1930) Михайло Нестеров

На початку 1924 року, проаналізувавши дві брошури Бухаріна, він прочитав кілька публічних лекцій, одна з яких називалася «Рефлекс свободи», в яких він несамовито наскакував на політичне керівництво більшовиків, таврував «революційні ідеї» та методи досягнення більшовиками своїх цілей.
|  | Ви в вашій роботі, — писав Павлов Бухаріну в 1931 р, — ви дуже спрощуєте людину і розраховуєте зробити її істинно суспільною, замикаючи її, наприклад, на безкінченних зборах для вислуховування одних і тих же повчань ... Революція для мене — це дійсно щось жахливе за жорстокістю та насильством, насильством навіть над наукою; бо один тільки ваш діалектичний матеріалізм за його сучасною життєвою постановкою ні на волосину не відрізняється від теології та космогонії інквізиції (пер. з рос.) |

Павлов уважав, що поєднання насильства, примусу і терору з голодом, виробляє у людини «рабські рефлекси», які придушують природжений інстинкт волі…
|  | ...терор та ще і в супроводі голоду ... прищеплює населенню умовний рефлекс рабської покори. |

Унаслідок такої «безперечно кепської виховальної практики» нація буде забита, рабськи принижена.

## «Ідолізація»
По смерті Павлова перетворили на ідола радянської науки. Під гаслом «захисту павлівського спадку» у 1950 проведено т.з. «Павловську сесію» АН і АМН СРСР (організатори — К. М. Биков, А. Г. Іванов-Смоленський), де піддали гонінням провідних фізіологів країни. Така політика, однак, різко суперечила особистим поглядам Павлова (див., наприклад, наведені нижче його цитати).

## Хронологія життя

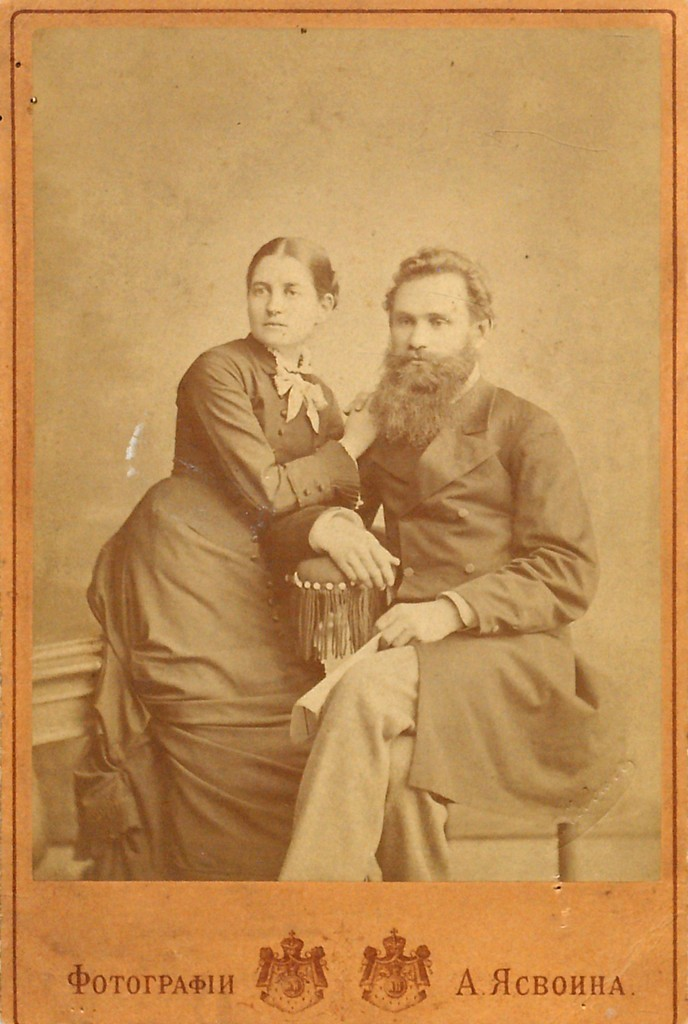
Павлов та його майбутня дружина С. В. Карчевська (липень 1880)

- Павлов та його майбутня дружина С. В. Карчевська (липень 1880)1875 — вступає на третій курс Медико-хірургічної академії (нині Військово-медична академія), одночасно (1876—78) працює у фізіологічній лабораторії К.Н. Устимовича. Закінчивши ВМА (1879), залишається завідувачем фізіологічної лабораторії при клініці С. П. Боткіна.

- 1883 — захищає докторську дисертацію «Про відцентрові нерви серця».

- 1884—1886 відрядження у Бреслау і Лейпцизі (Німеччина), де працює у лабораторіях у Р. Гейденгайна[ru] і К. Людвіга.

- 1890 — обраний професором фармакології до Томського університету і майже одночасно професором фізіології Військово-медичної академії у Петербурзі, а 1896 — завідувачем кафедри фізіології, якою керував до 1924. Одночасно (з 1890) є завідувачем фізіологічної лабораторії при організованому тоді інституті експериментальної медицини.

- 1901 — обраний членом-кореспондентом, а 1907 — дійсним членом Петербурзької Академії наук.

- 1904 — отримує Нобелівську премію за багаторічне дослідження механізмів травлення.
- 1915 — нагороджений медаллю Коплі, найпрестижнішою нагородою Лондонського королівського товариства, яка найстарішою у світі науковою нагородою, що донині присуджується.

- 1925 — до кінця життя керує Інститутом фізіології АН СРСР.

- 1936 — 27 лютого помирає від пневмонії, очевидно ускладненої нервовим потрясінням від смерті сина Всеволода. Похований на «Літераторських мостках» у Санкт-Петербурзі.

## Нобелівський лауреат
Понад 10 років своєї праці великий фізіолог, творець науки про вищу нервову діяльність і уявлень про процеси регуляції травлення; засновник однієї з найбільших у світі фізіологічних шкіл, почесний член 130 академій, університетів та наукових товариств, «старійшина фізіологів світу», академік Іван Петрович Павлов присвятив розробці фістульної методики.
Зробити таку операцію було надзвичайно важко, оскільки шлунковий сік перетравлював стінку шлунка, а також черевну стінку. Павлову вдалося так зшивати шкіру і слизову оболонку, вставляти металеві трубки і закривати їх пробками, щоб жодних ерозій не було і можна було отримувати травні соки по всій довжині травного тракту — від слинної залози до товстої кишки. Це було пророблено академіком та його співробітниками на сотнях піддослідних тварин. Також проводилися досліди за створеною Павловим методикою уявної годівлі (езофаготомії) і уявної дефекації. Удосконалена Павловська методика ізольованого шлуночка дозволила вперше встановити та описати фази виділення шлункового соку. Завдяки цьому Павлов зробив низку відкриттів у галузі вивчення травних рефлексів. Отже, Іван Павлов, по суті, наново створив сучасну фізіологію травлення. У 1903 році 54-річний Павлов прочитав доповідь на Міжнародному фізіологічному конгресі у Мадриді. А наступного, 1904 року, йому присудили Нобелівської премії в галузі фізіології та медицини «на знак визнання його робіт з фізіології травлення, завдяки яким знання життєво важливих аспектів предмету були трансформовані та розширені».
На сайті Нобелівського комітету вказується, що через процес травлення, організм отримує живлення й енергію з їжі. Іван Павлов вивчав різні процеси травлення, частково шляхом оперативного відкриття ділянок травного каналу собаки. У 1890-х роках він виявив шляхи, за допомогою яких різні частини тіла через нервову систему впливають на моторику травного каналу, а також виділення шлункового соку та інших секретів. Він також відзначив роль психічних факторів, таких як здатність голоду активувати секрецію шлункового соку. Крім того, він продемонстрував чутливість слизової оболонки шлунка до різних хімічних речовин. На цьому ж ресурсі подається і Нобелівська лекція лауреата, в якій було розкрито основні аспекти вчення великого експериментатора на той час.

## Цитати
|  | Ми жили і живемо під неослабним режимом терору і насильства <...>. Я понад усе бачу схожість нашого життя із життям стародавніх азійських деспотій <...>. Пощадіть же ж батьківщину і нас. |

|  | Ми живемо в суспільстві, де держава — усе, а людина — ніщо, а таке суспільство не має майбутнього, не зважаючи на жодні волховбуди і дніпрогеси. |

|  | За хворобливої нервової системи, за її парадоксального стану втрачається сприйнятливість до дійсності, але лишається сприйнятливість тільки до слів. Слово починає замінювати дійсність. У такому стані перебуває зараз усе російське населення... Російська людина має таку слабу мозкову систему, що вона не здатна сприймати дійсність як таку. Для неї існують тільки слова. Її умовні рефлекси координовані не з дійсністю, а зі словами. |

|  | Все моє життя складалось із експериментів. Наш уряд - теж експериментатор, тільки незрівнянно більш високої категорії... |

|  | "Академік Павлов зайнятий. Він помирає." - тихо долинало із довгого коридору у відповідь на чергове прохання поговорити зі светилом... |

## Пам'ять
Іменем Івана Павлова названі:

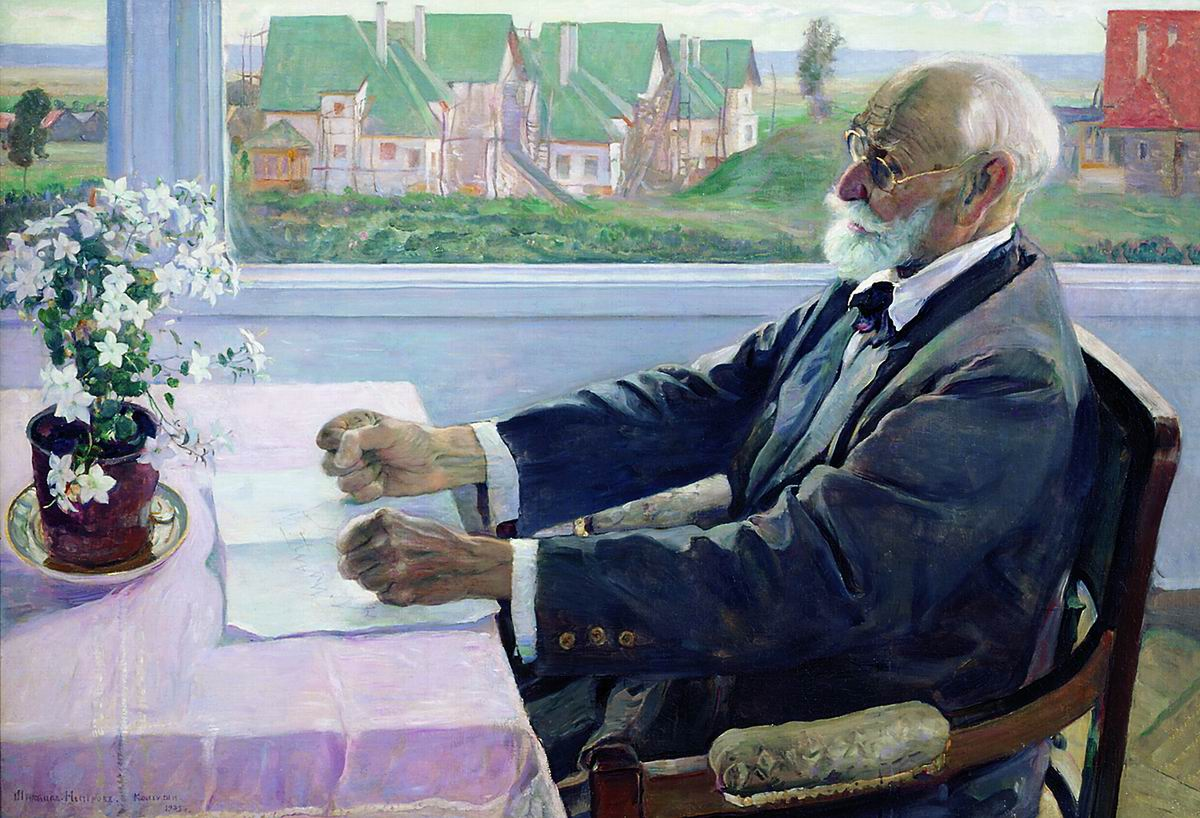
Портрет академіка І. П. Павлова (1935) худ. М. Нестеров

- Київська міська психіатрична лікарня № 1 ім. І.Павлова (Київ, вулиця Кирилівська, № 103а);
- Перший Санкт-Петербурзький державний медичний університет ім. академіка І. П. Павлова;
- Село Павлово (Всеволозький р-н Ленінградська обл., РФ);
- Інститут фізіології ім. І.П. Павлова РАН (Санкт-Петербург);
- Вулиця та Станція Харківського метрополітену;
- Вулиця Академіка Павлова у Львові в 1944—2022 роках;
- Дві вулиці Академіка Павлова у Санкт-Петербурзі: у Петроградському і Красносельському районах міста;
- Станція метро і площа в Празі (Чехія);
- Вулиці в чеських містах Оломоуц, Карлові Вари, Зноймо, Крнов і Фрідек-Містек (Моравскосілезькій край, Чехія);
- Вулиця Павлова у м. Рязані, там же розташований будинок-музей Павлова[19];

Пам'ятники:
- в Рязані (1949, бронза, граніт; скульптор — М. Манізер, архітектор — А. Дзержкович);
- в Києві:
  - на території Головного військового клінічного госпіталю;
  - поблизу Свято-Михайлівської клінічної лікарні міста Києва (демонтований — 27 січня 2025 року)[20][21];
  - на території Київської міської психіатричної лікарні ім. І. Павлова (1952; залізобетонне погруддя на цегляному прямокутному п'єдесталі і цоколі; скульптор — І. Кавалерідзе)[22].
- в Сухумі, (Абхазія), на території мавпячого розплідника.

## В кіно
- 1926 рік — (рос.) «Механіка головного мозку[ru]»
- 1949 рік — (рос.) «Академік Іван Павлов» (фільм)
- 1984 рік — (рос.) «Іван Павлов. Пошуки істини» 5-серійний телефільм (реж. К. Геворкян і В. Македонський)
- 1995 рік — (рос.) «Физиология русской жизни» (реж. Ігор Алімпіев)

## Праці
- (рос.) И. П. Павлов. Полное собрание сочинений в 6 томах. Изд. Академии наук СССР, М.—Л., 1952.
- (рос.) Павловские среды. 3 тома. Изд. Академии наук СССР, М.—Л., 1949.

## Галерея

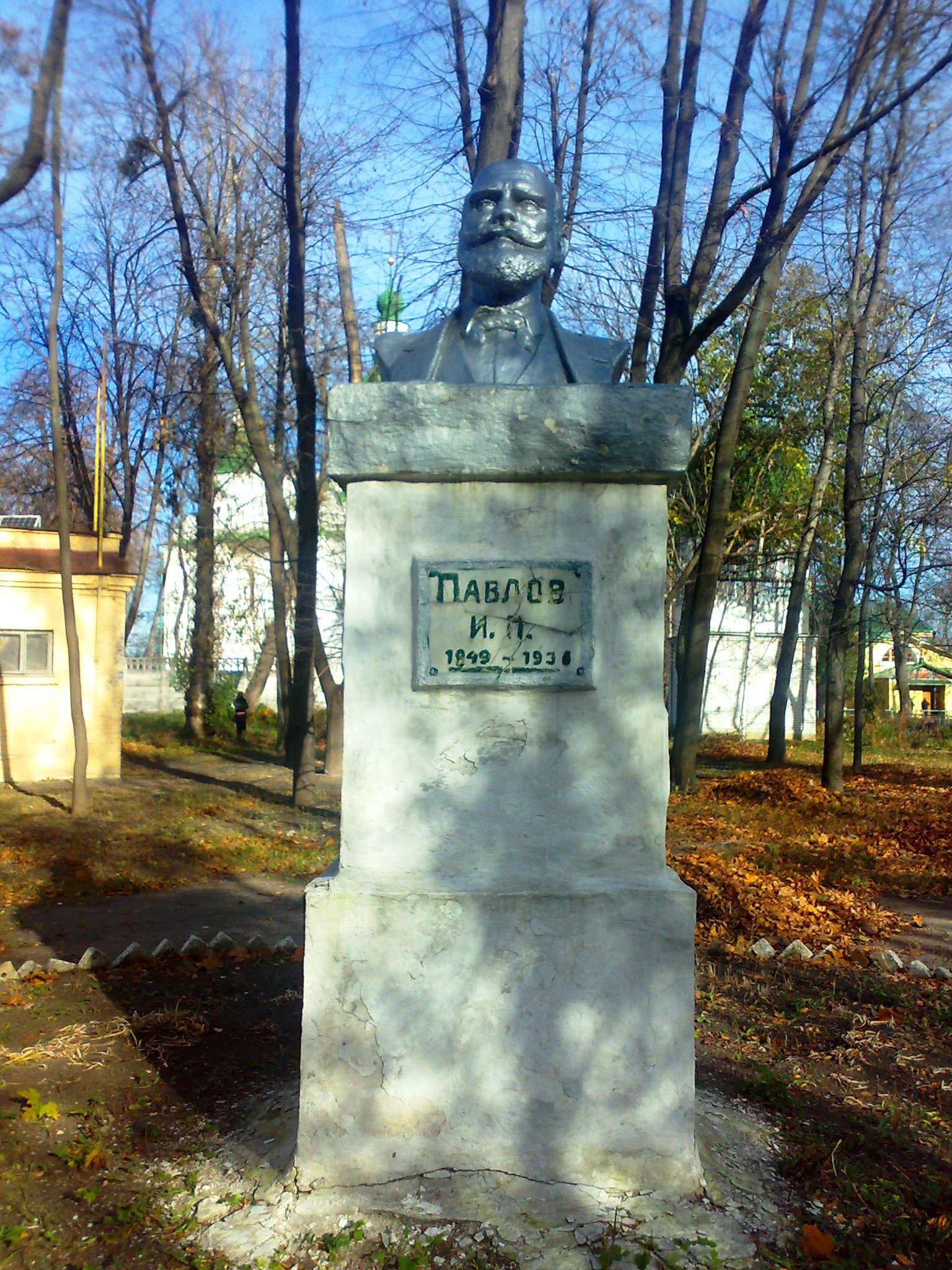
Погруддя Павлову на території на території Київської міської психіатричної лікарні
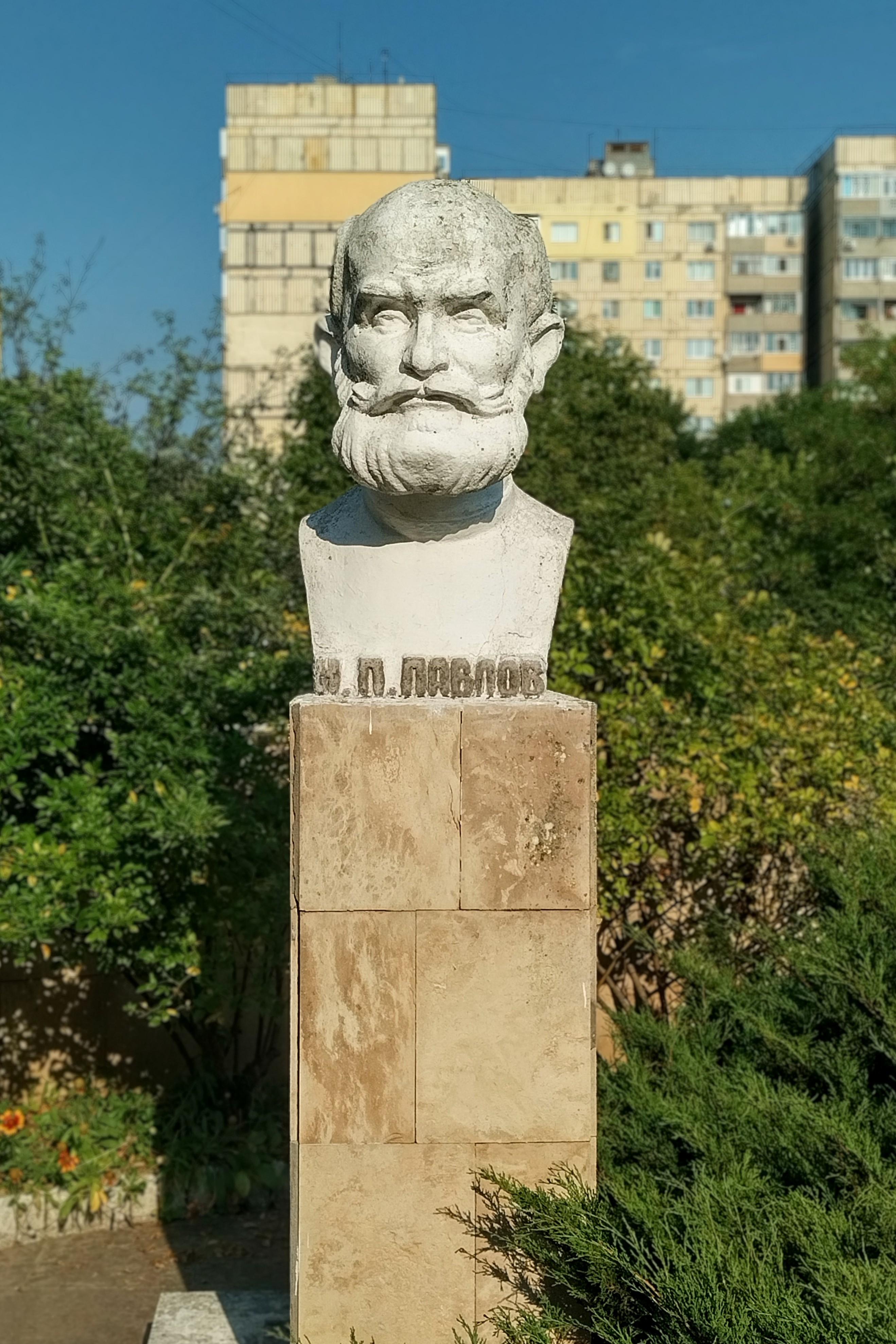
Погруддя Павлову на території Дніпровської міської клінічної лікарні № 4
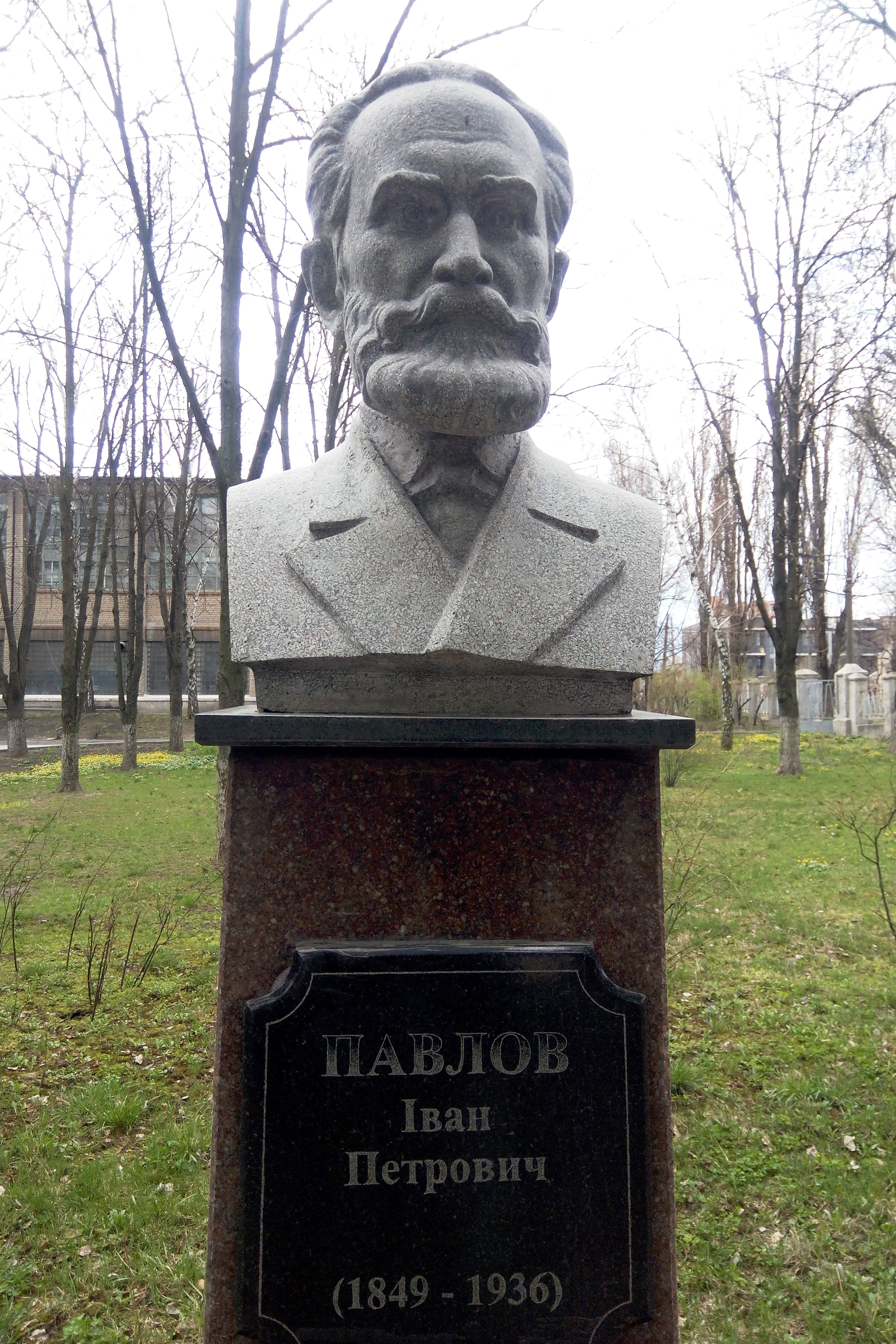
Погруддя Павлову на Алеї вчених Дніпровського державного медичного університету
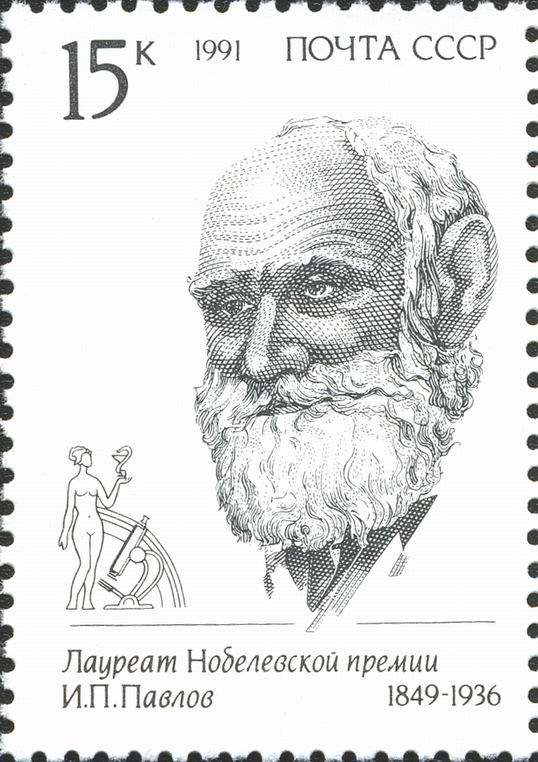
Поштова марка СРСР, присвячена Івану Павлову, 1991 (ЦФА 6321, Скотт 5999)